# Macaranga balansae
Macaranga balansae är en törelväxtart som beskrevs av François Gagnepain. Macaranga balansae ingår i släktet Macaranga och familjen törelväxter.
Artens utbredningsområde är Vietnam. Inga underarter finns listade i Catalogue of Life.